# Ostedes spinipennis
Ostedes spinipennis är en skalbaggsart som beskrevs av Stefan von Breuning 1964. Ostedes spinipennis ingår i släktet Ostedes och familjen långhorningar.
Artens utbredningsområde är Laos. Inga underarter finns listade i Catalogue of Life.